# Glenea ornata
Glenea ornata är en skalbaggsart som beskrevs av Charles Joseph Gahan 1889. Glenea ornata ingår i släktet Glenea och familjen långhorningar. Inga underarter finns listade i Catalogue of Life.